# Wahlbezirk Böhmen 51
Der Wahlbezirk Böhmen 51 war ein Wahlkreis für die Wahlen zum Abgeordnetenhaus im österreichischen Kronland Böhmen. Der Wahlbezirk wurde 1907 mit der Einführung der Reichsratswahlordnung geschaffen und bestand bis zum Zusammenbruch der Habsburgermonarchie.

## Geschichte
Nachdem der Reichsrat im Herbst 1906 das allgemeine, gleiche, geheime und direkte Männerwahlrecht beschlossen hatte, wurde mit 26. Jänner 1907 die große Wahlrechtsreform durch Sanktionierung von Kaiser Franz Joseph I. gültig. Mit der neuen Reichsratswahlordnung schuf man insgesamt 516 Wahlbezirke, wobei mit Ausnahme Galiziens in jedem Wahlbezirk ein Abgeordneter im Zuge der Reichsratswahl gewählt wurde. Der Abgeordnete musste sich dabei im ersten Wahlgang oder in einer Stichwahl mit absoluter Mehrheit durchsetzen. Der Wahlkreis Böhmen 51 umfasste folgende Gebiete, wobei die Stadt Rakonitz (Wahlbezirk 19) vom Wahlbezirk ausgenommen war.
- Gerichtsbezirk Rakonitz (ohne die Gemeinden Wetzlau und Swojetin)
- Gerichtsbezirk Pürglitz
- Gerichtsbezirk Kralowitz
- aus dem Gerichtsbezirk Manetin die Gemeinden Brdo, Česká Doubravice, Brdo, Bučí, Dolní Bělá, Dražeň, Horní Bělá, Foßlau, Hodoviz, Hubenov, Kaznau, Krašovice, Krašovice, Křečov, Ladměřice,  Lipí, Lité, Lomička, Loza, Manětí, Mrtníky, Pláně, Rybnice, Štichovic, Strážiště, Trnová, Újezd und Vražné.

Aus der Reichsratswahl 1907 ging aus dem ersten Wahlgang der Sozialdemokrat Karel Folber als Sieger hervor. Bei der Reichsratswahl 1911 setzte sich der Agrarier František Kulich durch.

## Wahlergebnisse

### Reichsratswahl 1907
Die Reichsratswahl 1907 wurde am 14. Mai 1907 (erster Wahlgang) durchgeführt. Die Stichwahl entfiel auf Grund der absoluten Mehrheit für Folber im ersten Wahlgang.
| Kandidat                                                                       | Partei                                  | Wahlkreis- stimmen | Prozent |
| ------------------------------------------------------------------------------ | --------------------------------------- | ------------------ | ------- |
| Karel Folber                                                                   | Tschechische Sozialdemokratische Partei | 7031               | 51,8 %  |
| František König                                                                | Tschechische Agrarpartei                | 4523               | 33,3 %  |
| Jandač                                                                         | Tschechisch national-soziale Partei     | 1630               | 12,0 %  |
| Václav Beneš                                                                   | Tschechischer Realist                   | 181                | 1,3 %   |
| František Saller                                                               | Jungtschechen                           | 175                | 1,3 %   |
|                                                                                | Sonstige Parteien                       | 40                 | 0,3 %   |
| Wahlberechtigte: 15.105, Ungültige/Leere Stimmen: 114, Wahlbeteiligung: 90,7 % |                                         |                    |         |

### Reichsratswahl 1911
Die Reichsratswahl 1911 wurde am 13. Juni 1911 sowie am 20. Juni 1911 (Stichwahl) durchgeführt.

#### Erster Wahlgang
| Kandidat                                                                       | Partei                                  | Wahlkreis- stimmen | Prozent |
| ------------------------------------------------------------------------------ | --------------------------------------- | ------------------ | ------- |
| Karel Folber                                                                   | Tschechische Sozialdemokratische Partei | 6442               | 49,4 %  |
| František Kulich                                                               | Tschechische Agrarpartei                | 5235               | 40,1 %  |
| Lad. Gardovský                                                                 | Tschechisch national-soziale Partei     | 775                | 5,9 %   |
| Olejník                                                                        | Selbständiger Kandidat                  | 331                | 2,5 %   |
| Konopásek                                                                      | Tschechische Christlichsoziale Partei   | 232                | 1,8 %   |
|                                                                                | Sonstige Parteien                       | 31                 | 0,2 %   |
| Wahlberechtigte: 15.594, Ungültige/Leere Stimmen: 174, Wahlbeteiligung: 84,8 % |                                         |                    |         |

#### Stichwahl
| Kandidat                                                                      | Partei                                  | Wahlkreis- stimmen | Prozent |
| ----------------------------------------------------------------------------- | --------------------------------------- | ------------------ | ------- |
| František Kulich                                                              | Tschechische Agrarpartei                | 7115               | 52,0 %  |
| Karel Folber                                                                  | Tschechische Sozialdemokratische Partei | 6561               | 48,0 %  |
| Wahlberechtigte: 15.594, Ungültige/Leere Stimmen: 86, Wahlbeteiligung: 88,3 % |                                         |                    |         |